# أونيريا أورزيتشيني
أونيريا أورزيتشيني هو نادي كرة قدم في رومانيا تأسس في 1954.